# Proroctví svatého Malachiáše

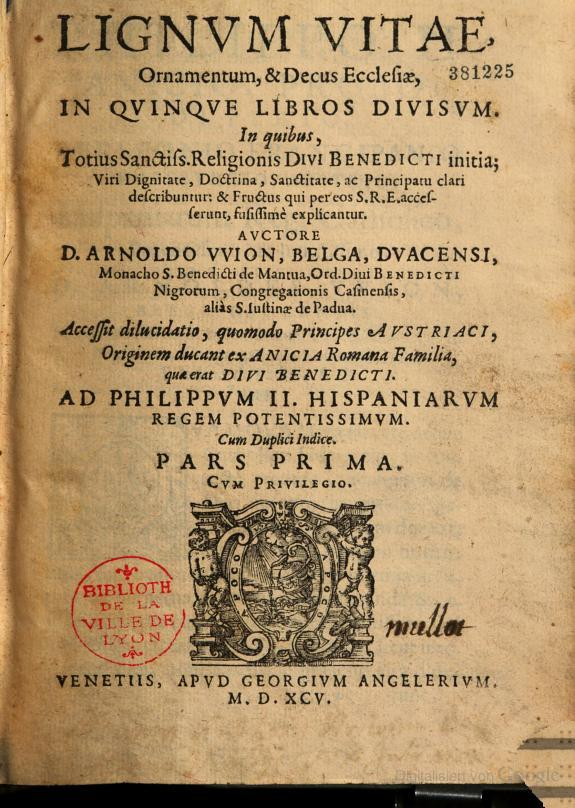
Arnold de Wion, Lignum Vitae, 1595 (titulní strana)

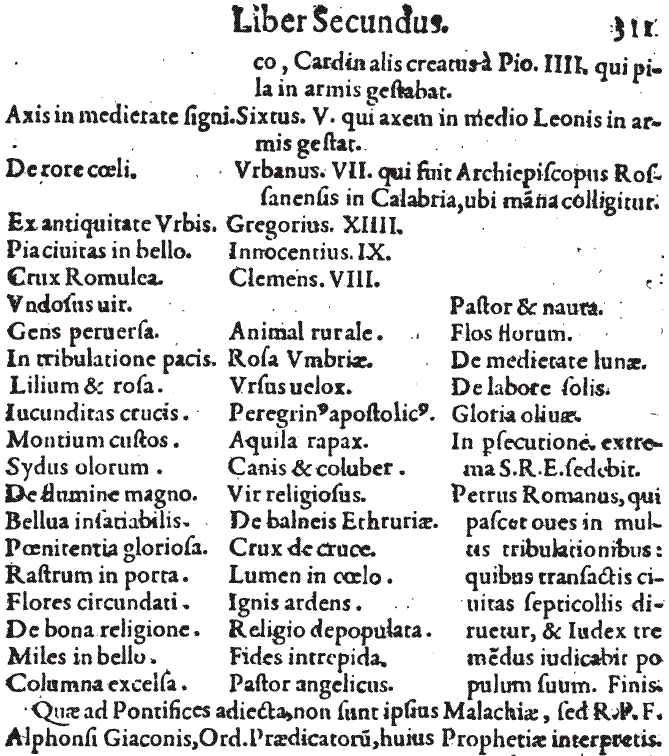
Závěrečná část proroctví (Lignum Vitae, vydavatel Arnoldo de Wion, 1595, s. 311)

Proroctví o papežích, někdy nazývané Proroctví o posledním papeži (latinsky Prophetia Sancti Malachiae Archiepiscopi, de Summis Pontificibus, doslova Proroctví svatého arcibiskupa Malachiáše o nejvyšších kněžích) je řada 112 krátkých a nejasných výroků v latině, které údajně předpovídají osudy katolických papežů (spolu s několika vzdoropapeži), počínaje Celestýnem II.  (zvoleným do úřadu r. 1143), konče papežem označeným jako „Petr Římský“ – Petrus Romanus, jehož pontifikát bude údajně předcházet zničení města Říma. Poprvé je v roce 1595 vydal benediktinský mnich Arnold Wion (či Wyon), který proroctví připsal svatému Malachiáši, arcibiskupovi z Armaghu z 12. století.
Vzhledem k přesnému popisu papežů až do roku 1590 a nejasnosti u papežů následujících historici usuzují, že údajné středověké proroctví je podvrh, který vznikl krátce před vydáním. Jako podvrh ho označili i někteří katoličtí teologové.

## Původ
Proroctví bylo poprvé vydáno roku 1595 Ardnoldem Wionem, benediktinským historikem, jako část druhé knihy jeho pětidílného díla Lignum vitæ, ornamentum, & decus Ecclesiae, in quinque libros divisum (Strom života).  Wion připisoval tento seznam sv. Malachiášovi (vlastním jménem Maelmhaedhoc O’Morgair, 1095–1148). Podle něho roku 1139 Malachiáš navštívil v Římě papeže Inocence II. Za svého pobytu v Římě měl Malachiáš údajně vidění budoucích papežů, které zaznamenal ve formě prorockých výroků. Tento rukopis byl prý pak uložen v římském archívu, kde údajně ležel zapomenut až do svého znovuobjevení kolem roku 1590.
Na druhé straně ale v Malachiášově životopise od Bernarda z Clairvaux není o proroctví zmínka a není ani zmíněno nikde jinde před vydáním roku 1595. Odborníci, včetně posledních vydání Catholic Encyclopedia, proto proroctví považují za podvrh z konce 16. století. 

## Výklad
Nejstarší výklad latinských symbolů, jimiž jsou v proroctví označeni či charakterizováni budoucí papežové, podal španělský dominikán Alfonso Chacón (latinsky Alphonsus Ciacconius) hned v prvním vydání z roku 1595, ale pouze pro prvních 74 papežů s Urbanem VII. (1590), Chacónovým současníkem, jako posledním. I z toho důvodu bývá někdy Alfonso Chacón označován jako možný autor proroctví. Následovaly další výklady těchto symbolů, jejichž autoři se bez ohledu na dobu a svůj postoj k pravosti proroctví shodovali v tom, že tyto symboly neztrácejí na zajímavosti. Aktuálnost proroctví dokládají i reakce médií při volbě „posledního“ 112. papeže.
Následující tabulka obsahuje jednotlivé výroky proroctví a jejich výklad (1) uvedený ve čtyřdílné studii Antonína Podlahy Proroctví „sv. Malachiáše“ o římských papežích, která se opírá o různé zdroje (výklady výroků 1–4, 5–42, 43–87, 88–112). Další možné výklady (2) jsou uvedeny s citací.
| Papež č. | Jméno (Období)                                         | Civilní jméno                                  | Heslo (Výklad Chacónův) (Překlad) | Odkaz nebo vysvětlení | Erb |
| -------- | ------------------------------------------------------ | ---------------------------------------------- | --- | --- | --- |
| 165.     | Celestýn II. (1143–1144)                               | Guido de Castello                              | 1 Ex castro Tiberis (Typhernas.) (Ze zámku na Tibeře) | (1) Pocházel z umbrijského města Tiferna, známého jako Città di Castello, na břehu řeky Tibery. |     |
| 166.     | Lucius II. (1144–1145)                                 | Gherardo Caccianemici del Orso                 | 2 Inimicus expulsus (De familia Caccianemica.) (Nepřítel vyhnán) | (1) Pocházel rodiny Caccianemica, tj. „zažeň nepřátele!“ (cacciare znamená honit, lovit, a nemici je italský výraz pro nepřátele). |     |
| 167.     | Evžen III. (1145–1153)                                 | Bernardo dei Pagnelli di Montemagno            | 3 Ex magnitudine montis (Patria Ethruscus oppido Montis magni.) (Z mocné hory) | (1) Heslo se vztahuje k papežovu příjmení, „di Montemagno“ (narodil se v Gran-monte, tj. veliký vrch). |     |
| 168.     | Anastasius IV. (1153–1154)                             | Corrado di Suburra                             | 4 Abbas Suburranus (De familia Suburra.) (Opat ze Suburrů) | (1) Narodil se v Římě v ulici „regio suburrae“ a byl opatem kláštera sv. Rufa na jednom z římských předměstí (lat. suburbinum). |     |
| 169.     | Hadrián IV. (1154–1159)                                | Nicholas Breakspear                            | 5 De rure albo (Vilis natus in oppido Sancti Albani.) (Z bílého venkova) | (1) Pocházel z venkova (de rure) u města Saint Albans. |     |
|          | Viktor IV. Vzdoropapež (1159–1164)                     | Ottaviano Monticello                           | 6 Ex tetro carcere (Fuit Cardinalis S. Nicolai in carcere Tulliano.) (Z krutého žaláře) | (1) Titulární kardinál u baziliky s. Nicolai in carcere. (2) Byl kardinálem v Tullianské věznici. |     |
|          | Paschalis III. Vzdoropapež (1164–1168)                 | Guido di Crema                                 | 7 Via Transtiberina (Guido Cremensis Cardinalis S. Mariae Transtiberim.) (Cesta za Tiberu) | (1) Titulární kardinál u baziliky s. Mariae in Transtiberim. |     |
|          | Kalixtus III. Vzdoropapež (1168–1178)                  | Giovanni Di Strumi                             | 8 De Pannonia Tusciae (Antipapa. Hungarus natione, Episcopus Card. Tusculanus.) (Z Tuskánských Uher) | (1) Pocházel z Uher (lat. Pannonia), byl vzdoropapežem Viktorem IV. jmenován kardinálem biskupem tuskulským. |     |
| 170.     | Alexandr III. (1159–1181)                              | Orlando Bandinelli Paparoni                    | 9 Ex ansere custode (De familia Paparona.) (Od husy strážkyně) | (1) Pocházel z rodiny Paperona; vlašské slovo papero znamená husa. Výkladů podává A. Podlaha několik. |     |
| 171.     | Lucius III. (1181–1185)                                | Ubaldo Allucingoli                             | 10 Lux in ostio (Lucensis Card. Ostiensis.) (Světlo ve dveřích nebo světlo v ústí) | (1) Narodil se ve městě Lucca a byl biskupem v Ostii (ostium znamená lat. dveře či vchod). |     |
| 172.     | Urban III. (1185–1187)                                 | Umberto Crivelli                               | 11 Sus in cribo (Mediolanensis, familia cribella, quae Suem pro armis gerit.) (Osivo v sítu) | (1) Původním jménem Lambert Cribelli (cribrum znamená síto), ve znaku měl vepře (lat. sus). |     |
| 173.     | Řehoř VIII.(1187)                                      | Alberto De Morra                               | 12 Ensis Laurentii (Card. S. Laurentii in Lucina, cuna, cuius insignia enses falcati.) (Laurentův meč) | (1) Byl titulárním kardinálem baziliky s. Laurentii a ve znaku měl dva lvy a dva meče (lat. enses). |     |
| 174.     | Klement III. (1187–1191)                               | Paolo Scolari                                  | 13 De Schola exiet (Romanus, domo Scholari.) (Ze školy vyjde) | (1) Původním jménem Paolo Scolari. |     |
| 175.     | Celestýn III. (1191–1198)                              | Giacinto Bobone                                | 14 De rure bouensi (Familia Bouensi.) (Z kraje bovenského nebo z kraje skotu) | (1) Původním jménem Hyacint Bobo (de rure znamená pochází z rodu...). |     |
| 176.     | Inocenc III. (1198–1216)                               | Lotario dei Conti di Segni                     | 15 Comes Signatus (Familia Comitum Signiae.) (Podepsán hrabě) | (1) Z rodu hrabat (conti) Segni. |     |
| 177.     | Honorius III. (1216–1227)                              | Cencio Savelli                                 | 16 Canonicus de latere (Familia Sabella, Canonicus S. Ioannis Lateranensis.) (Kanovník od Lateránů) | (1) Kanovník u lateránského kostela. |     |
| 178.     | Řehoř IX. (1227–1241)                                  | Ugolino dei Conti di Segni                     | 17 Auis Ostiensis (Familia Comitum Signiae Episcopus Card. Ostiensis.) (Pták z Ostie) | (1) Před svým zvolením papežem byl biskupem v Ostii a jeho rodinný erb obsahuje orla. |     |
| 179.     | Celestýn IV. (1241)                                    | Goffredo Castiglioni                           | 18 Leo Sabinus (Mediolanensis, cuius insignia Leo, Episcopus Card. Sabinus.) (Sabinský lev) | (1) Z rodu Castiglione (castus lat. cudný, lione italsky lev). Sabinus (Sabiňané vynikali cudností) se vztahuje k první části jména. (2) Byl biskupem v Sabině a ve znaku měl lva. |     |
| 180.     | Inocenc IV. (1243–1254)                                | Sinibaldo Fieschi                              | 19 Comes Laurentius (domo flisca, Comes Lauaniae, Cardinalis S. Laurentii in Lucina.) (Hrabě Laurent) | (1) Rodem hrabě (comes) z Lavagna, titulární kardinál u baziliky sv. Vavřince (s. Laurentii). |     |
| 181.     | Alexandr IV. (1254–1261)                               | Renaldo dei Signori di Ienne                   | 20 Signum Ostiense (De comitibus Signiae, Episcopus Card. Ostiensis.) (Znamení z Ostie) | (1) Jménem hrabě Segni, kardinál-biskup Ostijský. |     |
| 182.     | Urban IV. (1261–1264)                                  | Jacques Pantaleon                              | 21 Hierusalem Campaniae (Gallus, Trecensis in Campania, Patriarcha Hierusalem.) (Jeruzalém z Champagne) | (1) Původem z Troyes v Champagni, později patriarcha Jeruzalémský. |     |
| 183.     | Klement IV. (1265–1268)                                | Guido Fulcodi                                  | 22 Draco depressus (cuius insignia Aquila unguibus Draconem tenens.) (Drak ponížený) | (1) V jeho erbu byl orel drtící draka. |     |
| 184.     | Řehoř X. (1271–1276)                                   | Tebaldo Visconti                               | 23 Anguinus uir (Mediolanensis, Familia vicecomitum, quae anguae pro insigni gerit.) (Hadí člověk) | (1) V erbu rodiny had (aunguis). |     |
| 185.     | Inocenc V. (1276)                                      | Pierre de Tarentaise                           | 24 Concionatur Gallus (Gallus, ordinis Praedicatorum.) (Francouzský kazatel) | (1) Rodem Francouz (Gallus), člen kazatelského řádu. |     |
| 186.     | Hadrián V. (1276)                                      | Ottobono Fieschi                               | 25 Bonus Comes (Ottobonus familia Flisca ex Comitibus Lauaniae.) (Dobrý hrabě (nebo společník)) | (1) Původní jméno Octobonus Fieschi, hrabě (comes). |     |
| 187.     | Jan XXI. (1276–1277)                                   | Pedro Julião                                   | 26 Piscator Thuscus (antea Ioannes Petrus Episcopus Card. Tusculanus.) (Tuskánský rybář) | (1) Původním jménem Petr, kardinál-biskup Tuskulský. Slovo piscator znamená rybář a zastupuje křestní jméno Petr (apoštol Petr byl rybář). |     |
| 188.     | Mikuláš III. (1277–1280)                               | Giovanni Gaetano Orsini                        | 27 Rosa composita (Familia Ursina, quae rosam in insigni gerit, dictus compositus.) (Skládaná růže) | (1) Pocházel z rodu Orsini, který měl ve znaku růži (rosa) a pro spořádanost mravů byl nazýván Compositus, tj. spořádaný. |     |
| 189.     | Martin IV. (1281–1285)                                 | Simone de Brion                                | 28 Ex teloneo liliacei Martini (cuius insignia lilia, canonicus, & thesaurarius S. Martini Turonen.) (Z celnice Martina z Lilií) | (1) Byl strážcem pokladu (telonearius) kostela sv. Martina v Toursu a měl ve znaku lilii. |     |
| 190.     | Honorius IV. (1285–1287)                               | Giacomo Savelli                                | 29 Ex rosa leonina (Familia Sabella insignia rosa a leonibus gestata.) (Ze lví růže) | (1) V jeho erbu jsou dva lvi (leo), svírající růži (rosa). |     |
| 191.     | Mikuláš IV. (1288–1292)                                | Girolamo Masci                                 | 30 Picus inter escas (Picenus patria Esculanus.) (Datel v krmení). | (1) Narodil se ve městě Ascoli Piceno (Asculum Picenum). |     |
| 192.     | Celestýn V. (1294)                                     | Pietro Di Murrone                              | 31 Ex eremo celsus (Vocatus Petrus de morrone Eremita.) (Z pouště povýšený) | (1) Strávil tři roky na poušti (in eremo), z níž byl povýšen na papežský stolec. |     |
| 193.     | Bonifác VIII. (1294–1303)                              | Benedetto Caetani                              | 32 Ex undarum benedictione (Vocatus prius Benedictus, Caetanus, cuius insignia undae.) (Z daru vln) | (1) Jméno Benedikt, měl v erby vlny (undae). |     |
| 194.     | Benedikt XI. (1303–1304)                               | Nicholas Boccasini                             | 33 Concionator patereus (qui uocabatur Frater Nicolaus, ordinis Praedicatorum.) (Kazatel patarejský) | (1) Jméno Mikuláš je symbolizované výrazem Patareus, což je město Patara, kde se narodil svatý Mikuláš. Papež byl členem kazatelského řádu. |     |
| 195.     | Klement V. (1305–1314)                                 | Bertrand de Got                                | 34 De fessis aquitanicis (natione aquitanus, cuius insignia fessae erant.) (Z pásek akvitánských) | (1) Původem z Akvitánie, v erbu měl tři vodorovné pásky (fasciae). |     |
| 196.     | Jan XXII. (1316–1334)                                  | Jacques Duese                                  | 35 De sutore osseo (Gallus, familia Ossa, Sutoris filius.) (Z hubeného ševce) | (1) Syn obuvníka (lat. sutor) z rodu Ossa. |     |
|          | Mikuláš V. Vzdoropapež (1328–1330)                     | Pietro Rainallucci di Corvaro                  | 36 Coruus schismaticus (qui uocabatur F. Petrus de corbario, contra Ioannem XXII. Antipapa Minorita.) (Schizmatická vrána) | (1) Pocházel ze vsi Corbario a byl příčinou církevního rozkolu (schisma). |     |
| 197.     | Benedikt XII. (1334–1342)                              | Jacques Fournier                               | 37 Frigidus Abbas (Abbas Monasterii fontis frigidi.) (Studený opat) | (1) Byl opatem (abbas) v cisterciáckém klášteře Fontfroide (Fons frigidus). |     |
| 198.     | Klement VI. (1342–1352)                                | Pierre Roger                                   | 38 De rosa Attrebatensi (Episcopus Attrebatensis, cuius insignia Rosae.) (Z růže arraské) | (1) Byl biskupem v Arrasu (lat. Atrebatae) a v erbu měl růži. |     |
| 199.     | Inocenc VI. (1352–1362)                                | Etienne Aubert                                 | 39 De montibus Panmachii (Cardinalis SS. Ioannis & Pauli. T. Panmachii, cuius insignia sex montes erant.) (Z hor Pammachiových) | (1) Narodil se v Montu u Beyssacu a byl titulárním kardinálem u baziliky s. Pammachii. |     |
| 200.     | Urban V. (1362–1370)                                   | Guglielmo De Grimoard                          | 40 Gallus Vicecomes (nuncius Apostolicus ad Vicecomites Mediolanenses.) (Francouzský vikomt) | (1) Rodem Francouz (Gallus), legát vévody (vicecomes) milánského. |     |
| 201.     | Řehoř XI. (1370–1378)                                  | Pierre Roger de Beaufort                       | 41 Nouus de uirgine forti (qui uocabatur Petrus Belfortis, Cardinalis S. Mariae nouae.) (Nový z „panenské pevnosti“ nebo Nový z panny silné) | (1) Byl z rodiny z Beauforte a titulárním kardinálem u baziliky s. Virginis Mariae novae (Santa Maria Nova). |     |
|          | Klement VII. Vzdoropapež (1378–1394)                   | Robert, Count of Geneva                        | 42 Decruce Apostilica (qui fuit Presbyter Cardinalis SS. XII. Apostolorũ cuius insignia Crux.) (Z apoštolského kříže) | (1) Byl titulárním kardinálem u baziliky Dvanácti svatých apoštolů (ss. apostolorum) a měl v erbu kříž (crux). |     |
|          | Benedikt XIII. Vzdoropapež (1394–1423)                 | Peter de Luna                                  | 43 Luna Cosmedina (antea Petrus de Luna, Diaconus Cardinalis S. Mariae in Cosmedin.) (Luna cosmedinská) | (1) Příjmení Luna, byl titulárním kardinálem baziliky s. Maria in Cosmedin. |     |
|          | Klement VIII. Vzdoropapež (1423–1429)                  | Gil Sanchez Munoz                              | 44 Schisma Barchinonium (Antipapa, qui fuit Canonicus Barchinonensis.) (Schizmatik z Barcelony) | (1) Vzdoropapež (schisma), dříve kanovníkem v Barceloně. |     |
| 202.     | Urban VI. (1378–1389)                                  | Bartolomeo Prignano                            | 45 De inferno praegnanti (Neapolitanus Pregnanus, natus in loco quae dicitur Infernus.) (Z pekla jako místa narození) | (1) Příjmení Prignano, pocházel z Neapole symbolizované Vesuvem (infernum praegnans). |     |
| 203.     | Bonifác IX. (1389–1404)                                | Pietro Tomacelli                               | 46 Cubus de mixtione (familia tomacella à Genua Liguriae orta, cuius insignia Cubi.) (Kostková směsice) | (1) Pocházel z šlechtického rodu Cybo, v jehož znaku je směs kostek. |     |
| 204.     | Inocenc VII. (1404–1406)                               | Cosmo Migliorati                               | 47 De meliore sydere (vocatus Cosmatus de melioratis Sulmonensis, cuius insignia sydus.) (Z lepší hvězdy) | (1) Jméno Megliorati, ve svém znaku měl hvězdu. |     |
| 205.     | Řehoř XII. (1406–1415)                                 | Angelo Correr                                  | 48 Nauta de Ponte nigro (Venetus, commendatarius ecclesiae Nigropontis.) (Plavec od černého mostu) | (1) Byl rodem z Benátek, přímořského města (nauta znamená plavec) a působil v Negroponte. |     |
|          | Alexandr V. Vzdoropapež (1409–1410)                    | Pietro Philarges                               | 49 Flagellum solis (Graecus Archiepiscopus Mediolanensis, insignia Sol.) (Sluneční bič) | (1) V jeho erbu bylo slunce a byl arcibiskupem při milánské katedrále svatého Ambrože - atributem sv. Ambrože jsou důtky (flagellum). |     |
|          | Jan XXIII. Vzdoropapež (1410–1415)                     | Baldassarre Cossa                              | 50 Ceruus Sirenae (Diaconus Cardinalis S. Eustachii, qui cum ceruo depingitur, Bononiae legatus, Neapolitanus.) (Jelen Sirénin) | (1) Narodil se v Neapoli, zvané také Parthenope jako jedna ze Sirén, a byl titulárním kardinálem u baziliky sv. Eustacha - atributem sv. Eustacha je jelen. |     |
| 206.     | Martin V. (1417–1431)                                  | Oddone Colonna                                 | 51 Corona ueli aurei (familia colonna, Diaconus Cardinalis S. Georgii ad uelum aureum.) (Koruna se zlatým závojem) | (1) Byl titulární kardinál u baziliky s. Giorgio in Velabro (lat. Sancti Georgii ad velum aureum) a měl v erbu sloup s korunou. |     |
| 207.     | Evžen IV. (1431–1447)                                  | Gabriele Condulmaro                            | 52 Lupa Coelestina (Venetus, canonicus antea regularis Coeleſtinus, & Episcopus Senẽsis.) (Vlčice celestinská) | (1) Byl kanovníkem coelestinským a jako biskup sienský měl ve znaku vlčici (lupa). |     |
|          | Felix V. Vzdoropapež (1439–1449)                       | Amadeus vévoda Savojský                        | 53 Amator Crucis (qui uocabatur Amadaeus Dux Sabaudiae, insignia Crux.) (Milovník kříže) | (1) Jméno Amadeus (lat. amator), měl ve znaku kříž. |     |
| 208.     | Mikuláš V. (1447–1455)                                 | Tommaso Parentucelli                           | 54 De modicitate Lunae (Lunensis de Sarzana, humilibus parentibus natus.) (Ze střídmosti Měsíce) | (1) Narodil se ve městě Luna v Tuscii v nešlechtické a nebohaté rodině (de modicitate). |     |
| 209.     | Kalixtus III. (1455–1458)                              | Alfonso Borgia                                 | 55 Bos pascens (Hispanus, cuius insignia Bos pascens.) (Pasoucí se tur) | (1) V jeho erbu je pasoucí se býk. |     |
| 210.     | Pius II. (1458–1464)                                   | Enea Silvio de Piccolomini                     | 56 De Capra & Albergo (Senensis, qui fuit à Secretis Cardinalibus Capranico & Albergato.) (Od kozy a hostince) | (1) Byl sekretářem kardinála Domenico Capranica (capra) a kardinála Albergatiho (albergo). |     |
| 211.     | Pavel II. (1464–1471)                                  | Pietro Barbo                                   | 57 De Ceruo & Leone (Venetus, qui fuit Commendatarius ecclesiae Ceruiensis, & Cardinalis tituli S. Marci.) (Od jelena a lva) | (1) Byl biskupem cervijským a ve znaku měl lva. |     |
| 212.     | Sixtus IV. (1471–1484)                                 | Francesco Della Rovere                         | 58 Piscator minorita (Piscatoris filius, Franciscanus.) (Minoritský rybář) | (1) Byl z rodiny rybáře a člen řádu minoritů. |     |
| 213.     | Inocenc VIII. (1484–1492)                              | Giovanni Battista Cibò                         | 59 Praecursor Siciliae (qui uocabatur Ioãnes Baptista, & uixit in curia Alfonsi regis Siciliae.) (Předchůce ze Sicílie nebo Sicilský) | (1) Jméno papeže Jan Křtitel je v symbolu vyjádřeno výrazem předchůdce (praecursor), rád se zdržoval na sicilském dvoře. |     |
| 214.     | Alexandr VI. (1492–1503)                               | Rodrigo de Borgia                              | 60 Bos Albanus in portu (Episcopus Cardinalis Albanus & Portuensis, cuius insignia Bos.) (Albanský býk v přístavu) | (1) Byl kardinálem-biskupem albanským a portským, ve znaku měl býka. |     |
| 215.     | Pius III. (1503)                                       | Francesco Todeschini Piccolomini               | 61 De paruo homine (Senensis, familia piccolominea.) (Z malého muže) | (1) Jméno Piccolomini (it. piccolo znamená malý, homo člověk). |     |
| 216.     | Julius II. (1503–1513)                                 | Giuliano Della Rovere                          | 62 Fructus Iouis iuuvabit (Ligur, eius insignia Quercus, Iouis arbor.) (Jupiterovo ovoce pomůže) | (1) Jméno Julián (Juliánus lat. mladý) je v symbolu vyjádřeno slovesem juvabit (tj. bude těšit), v rodném erbu měl dub, strom zasvěcený Jovu. |     |
| 217.     | Lev X. (1513–1521)                                     | Giovanni de Medici                             | 63 De craticula Politiana (filius Laurentii medicei, & scholaris Angeli Politiani.) (Z Politijského roštu nebo z mřížky politianské) | (1) Byl žákem Politiana, v jehož přísné kázni (craticula znamená metla) vyrostl. Jiní překládají craticula jako rošt a vztahují souvislost k papežově otci Vavřinci a k faktu, že papež byl v klášteře sv. Vavřince vychován. |     |
| 218.     | Hadrián VI. (1522–1523)                                | Adriaan Florensz Boeyens                       | 64 Leo Florentius (Florẽtii filius, eius insignia Leo.) (Florentský Lev) | (1) Měl ve znaku dva lvy a byl synem Florentia. |     |
| 219.     | Klement VII. (1523–1534)                               | Giulio de Medici                               | 65 Flos pilei aegri (Florentinus de domo medicea, eius insignia pila, & lilia.) (Květ z koulí nebo květ nemocného globu) | (1) Pocházel z Florencie (flos), ve znaku měl pět pilulek (pilae) a vyzáblou tvář nemocného (aegri). (2) Florenťan z rodu Medici, měl ve znaku koule a lilie. |     |
| 220.     | Pavel III. (1534–1549)                                 | Alessandro Farnese                             | 66 Hiacinthus medicorum (Farnesius, qui lilia pro insignibus gestat, & Card. fuit SS. Cosme, & Damiani.) (Hyacint lékařů) | (1) Měl ve znaku květy hyacintů (nebo lilie) a byl titulárním kardinálem u baziliky sv. Kosmy a Damiána, patronů lékařů. |     |
| 221.     | Julius III. (1550–1555)                                | Giovanni Maria Ciocchi del Monte               | 67 De corona montana (antea vocatus Ioannes Maria de monte) (Z věnce horského) | (1) Jmenoval se de Monte a měl ve znaku korunu. |     |
| 222.     | Marcel II. (1555)                                      | Marcello Cervini                               | 68 Frumentum flocidum (cuius insignia ceruus & frumetum ideo floccidum, quod pauco tempore uixit in papatu.) (Načechraná pšenice, nebo pápěrková pšenice) | (1) V jeho erbu byl jelen ležící v bujném obilí. (2) Pápěrková, protože panoval krátkou dobu. |     |
| 223.     | Pavel IV. (1555–1559)                                  | Giovanni Pietro Caraffa                        | 69 De fide Petri (antea vocatus Ioannes Petrus Caraffa.) (Z Petrovy víry) | (1) Z původního jména Petr Caraffa, v symbolu použito křestní jméno a poslední část příjmení fa it. fè lat. fides. |     |
| 224.     | Pius IV. (1559–1565)                                   | Giovanni Angelo de Medici                      | 70 Esculapii pharmacum (antea dictus, Io. Angelus Medices.) (Lék lékařův/Aeskulapův) | (1) Jeho jméno Angelo vyjádřeno symbolem pharmacon, protože rostlina angelica je léčivá a jméno Medici (ital. lékař) znamená boha lékařů Aeskulapa. |     |
| 225.     | Pius V. (1566–1572)                                    | Antonio Michele Ghisleri                       | 71 Angelus nemorosus (Michael vocatus, natus in oppido Boschi.) (Anděl z hájku) | (1) Původním jménem Michael (proto angelus), pocházel z městečka Bosco (vlašské bosco znamená háj, lat. nemus). |     |
| 226.     | Řehoř XIII. (1572–1585)                                | Ugo Boncompagni                                | 72 Medium corpus pilarũ (cuius insignia medius Draco, Cardinalis creatus a Pio IIII. qui pila in armis gestabat.) (Polovina těla koule) | (1) Měl ve znaku draka, který byl ve starších představách beznohý, měl pouze trup (medium corpus). Krom toho měl ve znaku koule (pilas). (2) Ve znaku měl půl draka a kardinálem byl zvolen Piem IV., který měl ve znaku koule. |     |
| 227.     | Sixtus V. (1585–1590)                                  | Felice Pereti                                  | 73 Axis in medietate signi (qui axem in medio Leonis in armis gestat.) (Osa mezi znameními nebo osa uprostřed znaku) | (1) Ve znaku měl sekeru (axis) uprostřed zvířetníkového obrazu (signum) lva. (2) Ve znaku měl osu (pás) prostředkem lva. |     |
| 228.     | Urban VII. (1590)                                      | Giovanni Battista Castagna                     | 74 De rore coeli (qui fuit Archiepiscopus Rossanensis in Calabria, ubi mana colligitur.) (Z rosy nebes) | (1) Byl arcibiskupem v Rossaně na Sicilii ((2) v Kalábrii), jméno města upomíná na latinské ros tj. rosa. |     |
| 229.     | Řehoř XIV. (1590–1591)                                 | Niccolo Sfondrati                              | 75 Ex antiquitate Urbis (Ze starobylosti města) | (1) Výklady různé - narozen v Miláně, starobylém městě; oba rodiče starobylého původu. (2) Biskup v Cremoně, označované i jako Staré město. Další výklad vychází z předpokladu, že Chacón sepsal proroctví za cílem zvolení kardinála Girolama Simoncelliho na papežský stolec. Simoncelli byl biskupem v Orvietu, lat. urbs vetus. Zvolen byl ale Sfondrati, jehož otec a děd byli senátoři v Miláně (senátor z lat. senex tj. starý). |     |
| 230.     | Inocenc IX. (1591)                                     | Giovanni Antonio Facchinetti                   | 76 Pia ciuitas in bello (Zbožné město ve válce) | (1) Narozen v Bologni, která byla ve válečných dobách nazývaná zbožnou obcí (starší výraz pro Bolognu Bononie - bonus znamená zbožný). (2) Před svou pontifikací byl jeruzalémským patriarchou. |     |
| 231.     | Klement VIII. (1592–1605)                              | Ippolito Aldobrandini                          | 77 Crux Romulea (Kříž Romulův nebo Římský kříž) | (1) Výklady různé - znak v erbu rodu připomíná papežský kříž; smířil Jindřicha IV. s římskou církví. |     |
| 232.     | Lev XI. (1605)                                         | Alessandro Ottaviano De Medici                 | 78 Undosus uir (Muž vln nebo Člověk jenž pomine jako vlna) | (1) Pomíjivost mořské vlny jako symbol délky jeho pontifikátu, který trval pouhých 27 dní. (2) Za jeho pontifikátu zuřily velké bouře na moři a zátopy na pevnině. |     |
| 233.     | Pavel V. (1605–1621)                                   | Camillo Borghese                               | 79 Gens peruersa (Plémě zvrhlé nebo zkorumpovaná rodina) | (1) Více výkladů - za jeho pontifikátu se Čechové, gens perversa (sic!), vzbouřili proti Rakousku; symbol papežova nepotismu; jeho původní jméno bylo Šavel. (2) Na erbu měl draka a orla, kteří jsou podle některých interpretací gens perversa. |     |
| 234.     | Řehoř XV. (1621–1623)                                  | Alessandro Ludovisi                            | 80 In tribulatione pacis (V narušení míru) | (1) Jeho vláda koresponduje s vypuknutím třicetileté války. |     |
| 235.     | Urban VIII. (1623–1644)                                | Maffeo Barberini                               | 81 Lilium & rosa (Lilie a růže) | (1) Výkladů více - pocházel z Florencie (flos znamená květy), která měla ve znaku lilii; za jeho vlády byla válka mezi Francií (lilie) a Anglií (růže). (2) V erbu měl včely sbírající med z lilií a růží; anglický král Karel I. Stuart (ve znaku růže) oddán s francouzskou (lilie) Henriettou Marií Bourbonskou. |     |
| 236.     | Inocenc X. (1644–1655)                                 | Giovanni Battista Pamphili                     | 82 Iucunditas crucis (Příjemnost z kříže) | (1) Byl pontifikován na svátek Povýšení sv. Kříže. (2) Za jeho pontifikátu ukončená třicetiletá válka; ve znaku měl holubici s olivovou ratolestí. |     |
| 237.     | Alexandr VII. (1655–1667)                              | Fabio Chigi                                    | 83 Montium custos (Strážce hor) | (1) Dvě interpretace - v erbu měl vrchy a založil půjčovny, tzv. montes pietatis; narodil se v Sieně, která měla ve znaku horu (2) V erbu měl vrcholy hor s hvězdou nad nimi; papež jako ochránce sedmi pahorků, tj. Říma; papež jako zakladatel Monts de piété (zastavárny) v Římě. |     |
| 238.     | Klement IX. (1667–1669)                                | Giulio Rospigliosi                             | 84 Sydus olorum (Labutí hvězda) | (1) Přesmyčkou příjmení Rospiliosus a záměnou p za d vznikne sidus oloris (2) Při konkláve měl pokoj zdobený malovanými labutěmi, či označovaný jako la chambre des cygnes, labutí komnata. |     |
| 239.     | Klement X. (1670–1676)                                 | Emilio Altieri                                 | 85 De flumine magno (Z velké řeky) | (1) Narozen v Římě (Tibera jako velká řeka). V roce kdy se narodil prý Tibera unesla jeho kolébku. (2) V době papežovy volby Tibera zatopila Řím; v roce jeho narození byla Tibera rozvodněná. |     |
| 240.     | Inocenc XI. (1676–1689)                                | Benedetto Odescalchi                           | 86 Bellua insatiabilis (Nenasytná šelma) | (1) V erbu měl lva a orla, dva nenasytné dravce. (2) Lev v erbu jako nenasytná šelma. |     |
| 241.     | Alexandr VIII. (1689–1691)                             | Pietro Ottoboni                                | 87 Poenitentia gloriosa (Slavné pokání) | (1) Dvě interpretace - papežem zvolen 6. října, v den svátku slavného kajícníka svatého Bruna; Francii prokázal ústupky, které před smrtí odvolal. (2) Měl v erbu štít posypaný popelem (symbol pokání) a nad ním orla letícího k nebi. |     |
| 242.     | Inocenc XII. (1691–1700)                               | Antonio Pignatelli del Rastrello               | 88 Rastrum in porta (Hrábě v bráně či mříže v bráně) | (1) Výklady různé, ale dost nucené - papež jako sekyra (rastrum) proti turecké portě (podporoval Leopolda I.v boji proti Turkům); odkaz na příjmení. (2) Při papežově volbě měla Neapol, jeho arcibiskupské sídlo, všechny brány zavřené. |     |
| 243.     | Klement XI. (1700–1721)                                | Giovanni Francesco Albani                      | 89 Flores circundati (Obložen květy) | (1) Dvě interpretace - měl v oblibě Francii (lilie); za jeho pontifikátu raženy mince s nápisem Flores circumdati. (2) Urbino, místo jeho narození, mělo ve znaku věnec z květů. |     |
| 244.     | Inocenc XIII. (1721–1724)                              | Michelangelo dei Conti                         | 90 De bona religione (Z dobrého náboženství či řádu) | (1) Snažil se uklidnit náboženské zmatky a získat židy pro křesťanství; tiše snášel veškerá utrpení. (2) Byl ze starobylého aristokratického rodu Conti, z nějž vzešlo několik papežů. |     |
| 245.     | Benedikt XIII. (1724–1730)                             | Pietro Francesco Orsini                        | 91 Miles in bello (Vojín ve válce) | (1) Měl rozpory s Karlem VI., Viktorem Savojským a Janem V. Portugalským, i pro svou horlivost může být označen jako Kristův vojín. |     |
| 246.     | Klement XII. (1730–1740)                               | Lorenzo Corsini                                | 92 Columna excelsa (Vznešený (vysoký) sloup) | (1) Ozdobil Řím sochami, lid mu postavil pomník. (2) Ozdobil Řím sloupy a sochami a byl sloupem v boji proti zednářům; narážka na bronzové sochy, které Římané vztyčili na papežovu paměť; v bazilice svatého Jana v Lateráně si vystavěl kapli, v níž užil dva porfyrové sloupy z portiku Pantheonu. |     |
| 247.     | Benedikt XIV. (1740–1758)                              | Marcello Lambertini                            | 93 Animal rurale (Venkovské či polní zvíře) | (1) Nebyl příliš pohledný; bez odpočinku duševně pracoval. (2) V erbu měl znak Benedikta III. a lány polí; bez úmoru pracoval (jako býk na poli). |     |
| 248.     | Klement XIII. (1758–1769)                              | Carlo Rezzonico                                | 94 Rosa Umbriae (Růže z Umbrie) | (1) Výklady selhávají, růže snad vyjadřují ctnosti papeže. (2) Před volbou byl papežský zástupce v Rieti, které (dle výkladu) leží v Umbrii v údolí zvaném růžové, tj. Vallis rosarum; svatořečil několik členů františkánského řádu, v mystice označovaného jako Rosa Umbriae. |     |
| 249.     | Klement XIV. (1769–1774)                               | Lorenzo Giovanni Vincenzo Antonio Ganganelli   | 95 Ursus velox (později čteno jako cursus velox) (Hbitý medvěd či prudký běh (vichřice)) | (1) Na rodném domě papeže byl obraz medvěda; zrušil jezuitský řád čímž takřka pozřel vlastní dítě. (2) Ve znaku má vichr - lidskou postavu dující ústy silný vítr. |     |
| 250.     | Pius VI. (1775–1799)                                   | Giovanni Angelico Braschi                      | 96 Peregrin(us) apostolic(us) (Apoštolský poutník) | (1) Vypravil se do Vidně, později vězněn ve Francii. (2) Celý život cestoval, aby odvracel hrozby, i v zajetí byl vězněn na několika místech Francie, Itálie a Španělska; souvislost s délkou jeho pontifikátu. |     |
| 251.     | Pius VII. (1800–1823)                                  | Barnaba Chiaramonti                            | 97 Aquila rapax (Dravý orel) | (1) Ve znaku měl orla; byl zajat Napoleonem, dravým orlem; duchovním povznesením se podobal orlu. (2) Byl zajat Napoleonem, v jehož erbu je orel. |     |
| 252.     | Lev XII. (1823–1829)                                   | Annibale Sermattei della Genga                 | 98 Canis & coluber (Pes a had) | (1) Vynikal věrností (symbolem pes) a opatrností (symbolem had). |     |
| 253.     | Pius VIII. (1829–1830)                                 | Francesco Saverio Castiglioni                  | 99 Vir religiosus (Zbožný muž) | (1) Byl proslulý zbožností. (2) Odkaz na zvolené jméno Pius. |     |
| 254.     | Řehoř XVI. (1831–1846)                                 | Mauro, nebo Bartolomeo Alberto Cappellari      | 100 De balneis Ethruriae (Z lázní etrurijských) | (1) Narodil se v Belluno, kde byly jediné lázně v kraji. (2) Pocházel z Etrurie bohaté na teplé prameny a v erbu měl vřídlo; patřil ke kamaldulskému mnišskému řádu, který byl založen na místě s latinským názvem Balneum v Etrurii. |     |
| 255.     | Pius IX. (1846–1878)                                   | Giovanni Maria Mastai Ferretti                 | 101 Crux de cruce (Kříž křížů) | (1) Král Viktor Emanuel II., který měl ve znaku kříž, připravil papežovi těžký kříž. |     |
| 256.     | Lev XIII. (1878–1903)                                  | Gioacchino Pecci                               | 102 Lumen in coelo (Světlo na nebi) | (1) V jeho znaku je zářící hvězda (kometa). |     |
| 257.     | Pius X. (1903–1914)                                    | Giuseppe Sarto                                 | 103 Ignis ardens (Hořící oheň) | Byl zapáleným obhájcem katolické víry, obnovy, a také velký bojovník proti moderním omylům, včetně hereze modernismu. |     |
| 258.     | Benedikt XV. (1914–1922)                               | Giacomo Della Chiesa                           | 104 Religio depopulata (Vylidněné náboženství) | Vládl během první světové války a bolševické revoluce v Rusku. |     |
| 259.     | Pius XI. (1922–1939)                                   | Achille Ratti                                  | 105 Fides intrepida (Neohrožená víra) | Bojoval proti nacismu, fašismu i komunismu. |     |
| 260.     | Pius XII. (1939–1958)                                  | Eugenio Pacelli                                | 106 Pastor angelicus (Andělský pastýř) | Může odkazovat na jeho roli během 2. světové války, např. pomoc židům. |     |
| 261.     | Jan XXIII. (1958–1963)                                 | Angelo Giuseppe Roncalli                       | 107 Pastor & nauta (Pastýř a námořník) | Byl patriarchou Benátek, námořnického města. |     |
| 262.     | Pavel VI. (1963–1978)                                  | Giovanni Battista Enrico Antonio Maria Montini | 108 Flos florum (Květ květů) | Květiny v erbu. |     |
| 263.     | Jan Pavel I. (1978)                                    | Albino Luciani                                 | 109 De medietate lunae (Z poloviny měsíce) | Jeho rodné jméno se dá přeložit jako „z bílého světla“. V den jeho narození byl měsíc přesně v půli a den jeho zvolení papežem byl den po poslední čtvrti. |     |
| 264.     | Jan Pavel II. (1978–2005)                              | Karol Wojtyla                                  | 110 De labore solis (Ze zatmění slunce, nebo z námahy slunce nebo z plodnosti slunce) | V den jeho narození i v den jeho pohřbu nastalo zatmění Slunce. |     |
| 265.     | Benedikt XVI. (2005–2013; rezignoval na papežský úřad) | Joseph Ratzinger                               | 111 Gloria olivae (Sláva olivy) | |     |
| 266.     | František (2013–2025)                                  | Jorge Mario Bergoglio                          | 112 Petrus Romanus (Petr – Říman) In persecutione extrema S.R.E. sedebit Petrus Romanus, qui pascet oues in multis tribulationibus: quibus transactis ciuitas septicollis diruetur, et Iudex tremendus iudicabit populum suum. Finis. (Během extrémního pronásledování svaté římské církve bude sedět na stolci Petrus Romanus, který bude pást svá stáda uprostřed mnohého soužení; po jejich skončení bude město na sedmi pahorcích zničeno a obávaný Soudce bude soudit svůj lid. Konec.) | |     |